# 陕西中医药大学站
陕西中医药大学站位于中华人民共和国陝西省咸阳市秦都区陈杨寨街道，是西安地铁1号线的一座车站，2023年9月21日随1号线三期工程开通运营。

## 车站结构
本站为地下两层岛式站台车站。
| 地面            | 出入口                        | A-D出入口                                      |
| 地下一层 站厅层 | 站厅                          | 客务中心、自动售票机、进出站闸机、长安通自助机 |
| 地下二层 站台层 |                               | 1号线往咸阳西站（白马河）                      |
| 地下二层 站台层 | 岛式站台，左侧开门            |                                                |
| 地下二层 站台层 | 1号线往纺织城（沣河森林公园） |                                                |